# Punkt (Heraldik)
Der Punkt, auch Fuß, Fersenstelle oder  Nabelstelle (Nabel) ist in der Heraldik im Wappenschild der Platz unten.

## Zur Abgrenzung von Fuß und Nabel
Dieser Platz entsteht nach der neueren Schildteilung durch die zweimalige pfahlweise Spaltung und zweimalige balkenweise Teilung  des Wappenschildes und hat den symbolischen Platz 8. Die ältere Version kannte fünf Hauptreihen. Hier wäre der Nabel die  4. Reihe, und der Fuß die 5. Die nach der alten Art vorletzte Reihe wird als Nabelreihe in der Heraldik beschrieben und ist ein fester Begriff, desgleichen die Fußreihe, der Punkt ist immer die unterste Spitze des Schilds. Ist der Fuß heraldisch abgesetzt, also ein Feld, heißt er Schildfuß, die Bezeichnungen können aber auch als reine Positionsangabe (als Platz) für Figuren, deren Lagen und Orientierungen und Ähnliches verwendet werden.
Die Nabelreihe, aber mindestens der Nabel bildet in besonderen Wappen das Regalienfeld. Dabei ist die Farbe Rot. Häufig wird dieses Feld mit der Damaszierung geschmückt.

## Nabelschild

Ein Schild am Nabel

Bei der Belegung mit einem kleinen Schild auf diesem Feld wird dieses Schild dann mit Nabelschild bezeichnet. 
Das Schildchen steht unter dem  Mittelschild und ist in der Bedeutung diesem nachgeordnet. In der Wappenbeschreibung wird es immer nach dem Mittelschild erwähnt. 